# ناحية أنزل
ناحية أنزل (بالفارسية: بخش انزل) هي أحد نواحي مقاطعة أرومية، محافظة أذربيجان الغربية، إيران، وعاصمتها هي قوشتشي. يبلغ عدد سكانها 25599 نسمة حسب إحصاء 2016.